# Bitterhout
Bitterhout, kwasibita in het Surinaams, is het kernhout van Quassia amara, een soort van het geslacht Quassia uit de Hemelboomfamilie. In de tropen is dit Zuid-Amerikaanse boompje veel aangeplant omdat het hout als remedie tegen malaria gebruikt werd.
De plant is een kleine altijdgroene struik. Het verspreidingsgebied is in tropisch Zuid-Amerika: de Guyana's, noordelijk Brazilië en Venezuela. Het is een plant van de onderlaag van het regenwoud. De bloesem wordt door kolibries bestoven. De plant wordt vanwege zijn opvallende rode bloesem ook ter verfraaiing aangeplant.

## Insecticide

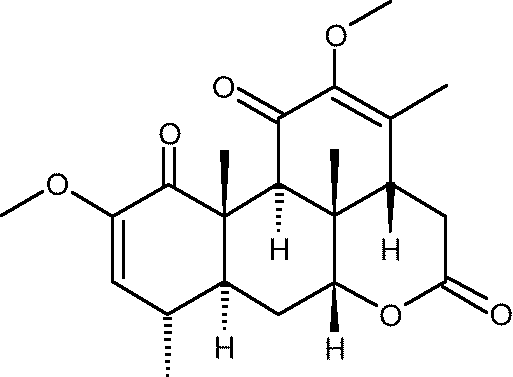
Chemische structuur van quassine

Bitterhout is behalve als geneesmiddel ook lang als insecticide gebruikt. De plant bevat een stof die quassine genoemd wordt. Er is gedacht dat deze stof verantwoordelijk was voor de opmerkelijke eigenschappen van bitterhout. Het is een bittersmakende stof die in zijn zuivere vorm kristallijn is met een smeltpunt van 221-222 °C. De stof is optisch actief (aD20=+34.5°). De biologische activiteit van bitterhoutextract is bestudeerd op meer dan 100 insectensoorten. Het effect is beperkt. De grootste uitwerking is op bladwespen en bladluizen.

## Geneesmiddel
Aan bitterhout worden allerlei gunstige effecten toegeschreven. Van fijngemaakt hout of bladeren zet men thee. Om het effect hiervan te onderzoeken zijn er wetenschappelijke studies opgezet.

### Effect bij maagzweer
Extract van bitterhout en ook quassine en een andere component 2-methoxicanthin-6-on zijn bestudeerd op ratten met door indomethacine geïnduceerde maagzweren om te zien of zij een gunstig effect hadden. Het volledige extract en 2-methoxicanthin-6-on bleken dat inderdaad te hebben, maar quassine niet.

### Antimalaria-werking
In een studie werd bitterhoutthee geëxtraheerd met dichloormethaan en dit extract onderworpen aan chromatografie. Er bleken naast quassine nog een aantal andere quassinoïden aanwezig, waarvan slechts een, simalikalacton D, (SkD) verantwoordelijk was voor zowel de biologische activiteit als de cytotoxiciteit. Het gebruik van bitterhoutthee tegen malaria werd daarom ontraden tot een klinische studie van de effecten van SkD op 
de mens voltooid is.

## Afbeeldingen

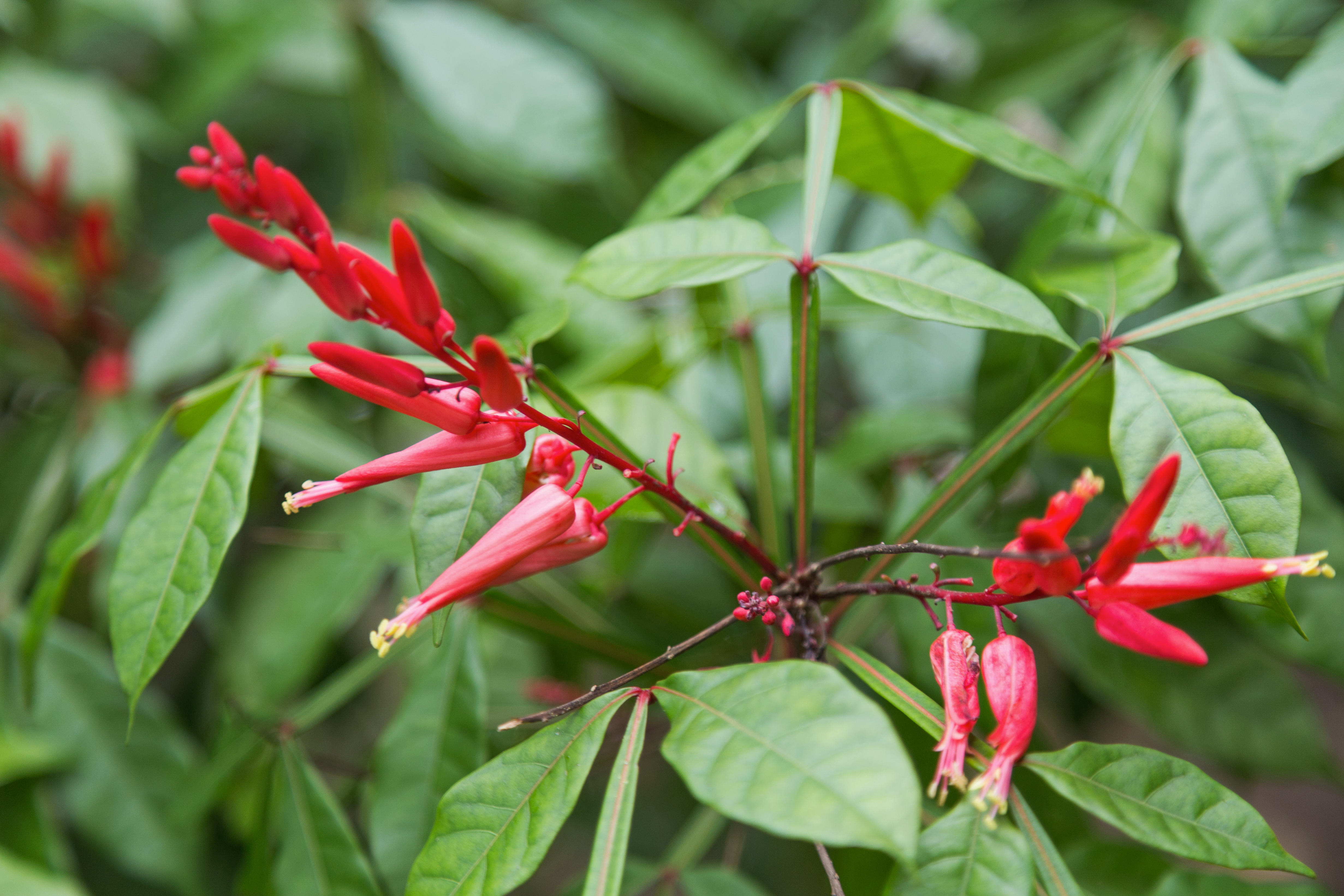
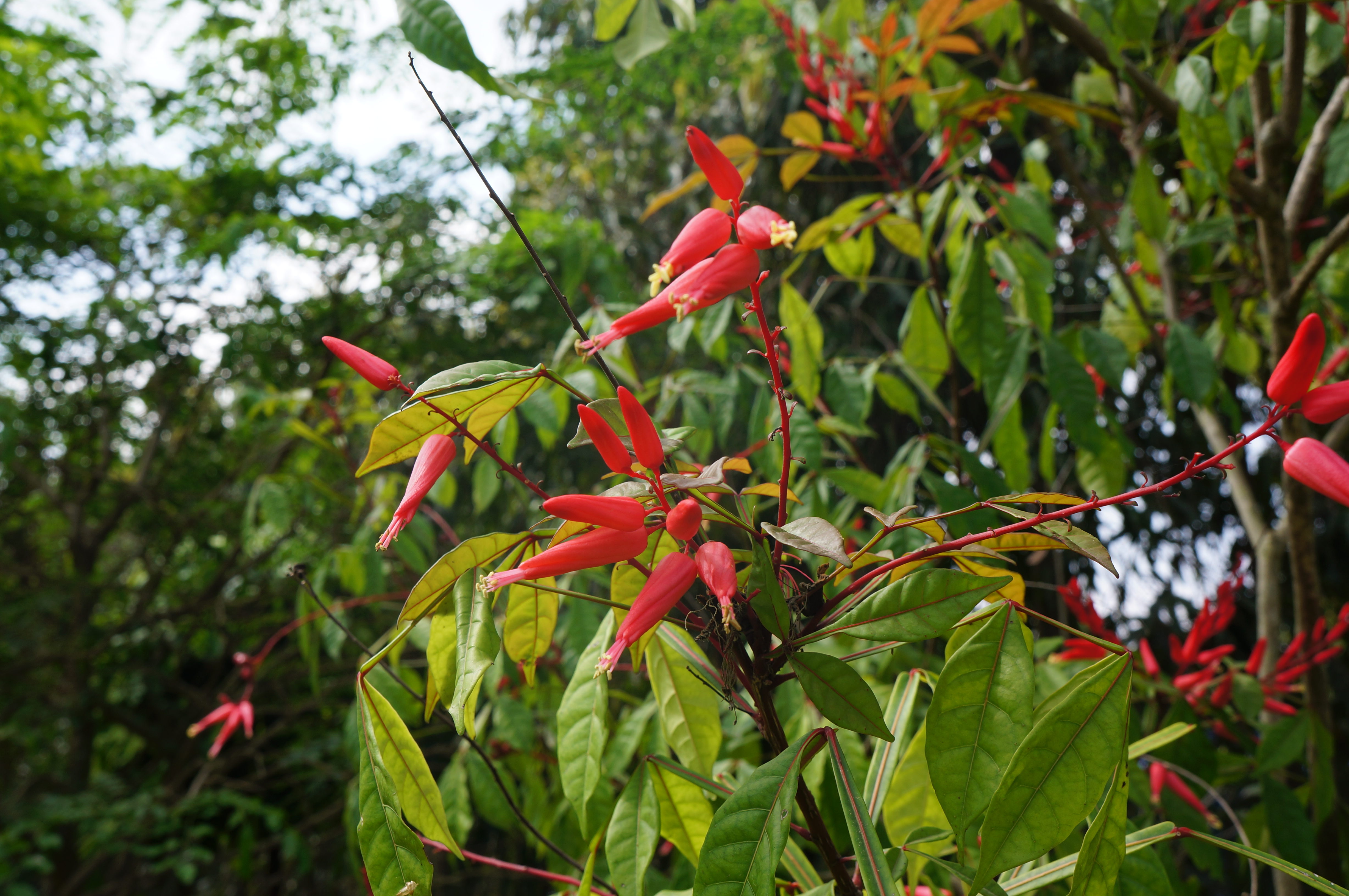
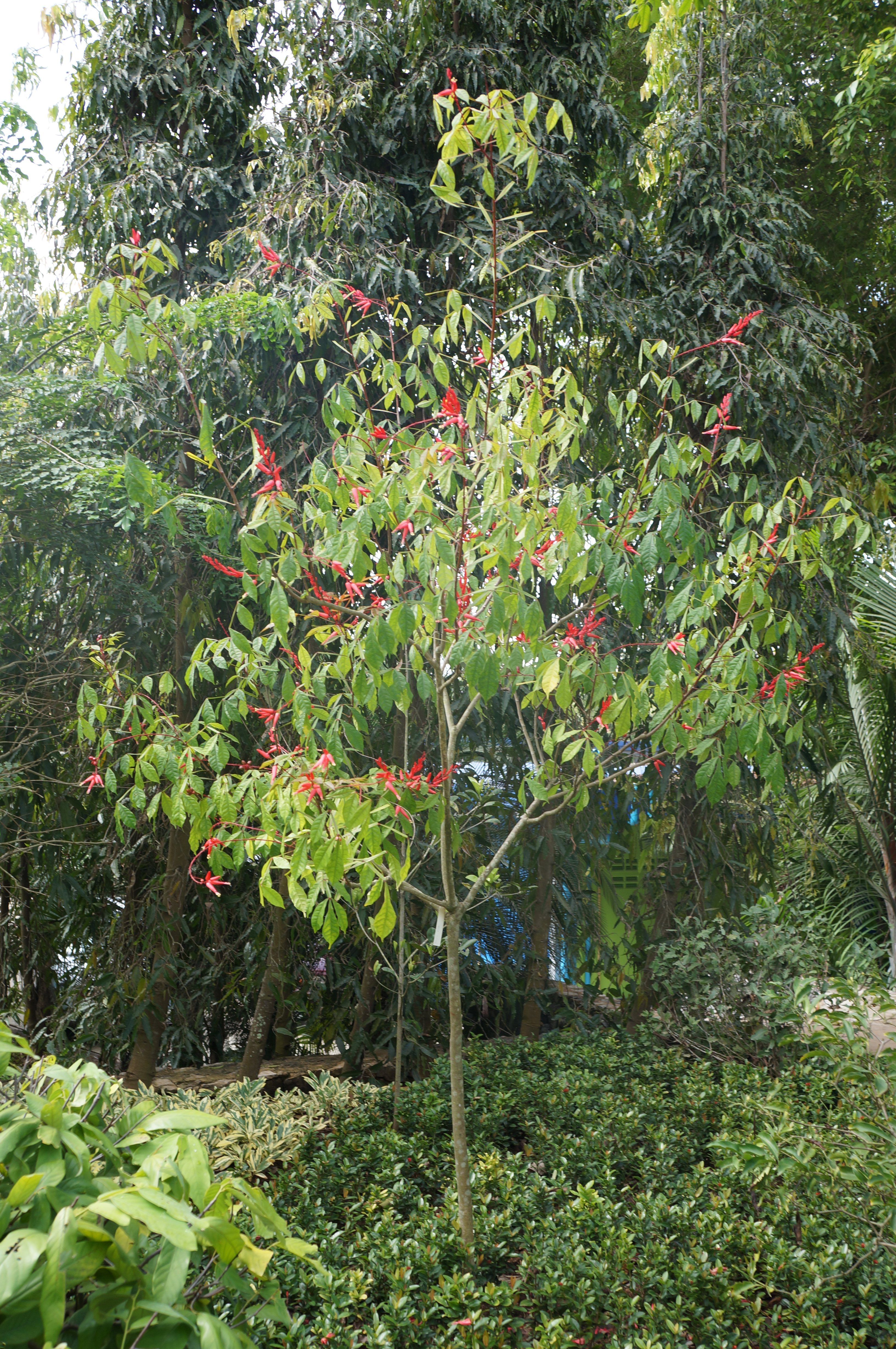
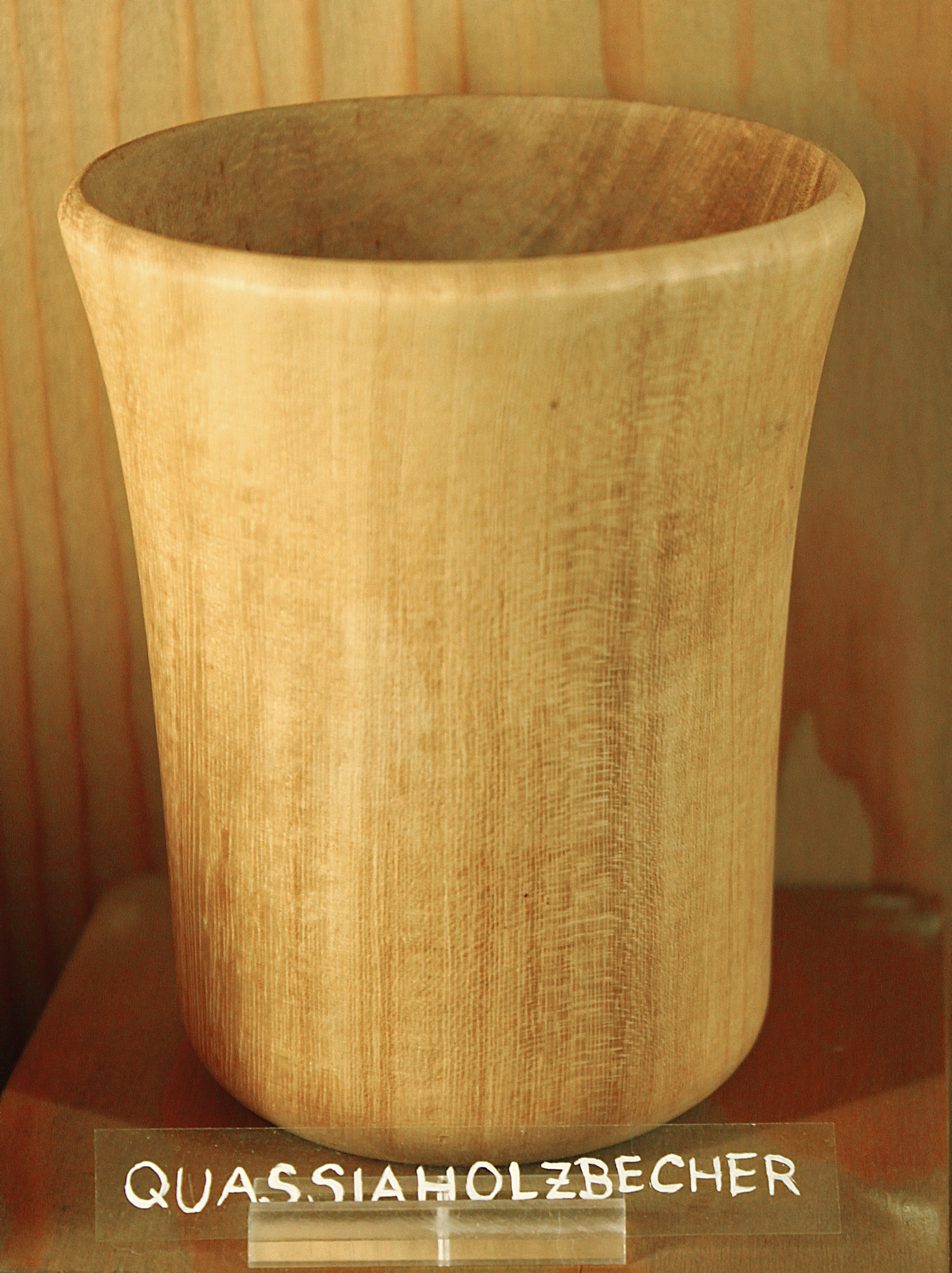
Een beker van bitterhout